# 春日もも
春日 もも（かすが もも）は、日本のAV女優。
松浦紗耶香（まつうらさやか）
吉野ちあき
稲森桃子
佐野美鈴

## アダルトビデオ出演作品
（オムニバス再編集作品を除く。）
- 東京ひとづま（映天 2012/01/07）
- 温泉旅館で頼んだマッサージ師が若くて美人で超タイプ サービス中に際どい箇所も（スクープ 2012-01-27）[要出典]
- お嬢様をいたずら（オルスタックピクチャーズ　2011/02/25）
- ○校時代の同級生に弄ばれた僕の妻（プレステージ 2011/05/02）
- 犯されたい若妻 もも（オーロラプロジェクト・アネックス  2011/07/13）
- 突撃 となりの若奥様4時間（ケイエムプロデュース　2011/9/23）
- 私、実は夫の上司に犯され続けてます…（溜池ゴロー 2011/12/13）
- やめて…そんな事されたらお母さん…（ABC/妄想族 2012/01/01）
- 狙われた若妻 パート先で知り合った男の異常な行動（マドンナ 2012/02/07）
- 引きこもりニートの僕の元に親が呼んだ美人カウンセラーがやってきた（スクープ 2012/2/14）[要出典]
- 中学時代にイケてた女子の同級生を呼び出して同窓会 酔って気が緩んだ女性陣は（スクープ 2012/2/24）[要出典]

## 海外配信作品
- 震撼！ワケあり令嬢凹輪姦（東京熱 2009/12/01 ）
- 餌食牝（東京熱 2010/09/20）
- 無言輪姦三穴破壊生贄汁（東京熱 2010/01/12）